# 헤르만 뢴스

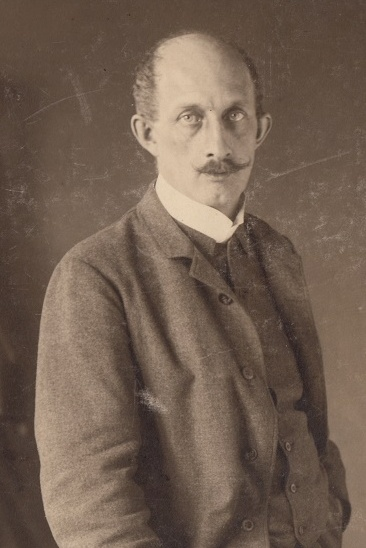

헤르만 뢴스(Hermann Löns, 1866년 8월 29일 ~ 1914년 9월 26일)는 독일의 기자이자 작가이다. 서프로이센의 Kulm(지금의 폴란드 헤움노)에서 태어났다. 북독일 황야지대, 특히 뤼네부르크 히스의 사람들을 축하하는 소설과 시를 썼다. 사냥꾼, 박물학자이기도 했다. 제1차 세계 대전 때 죽임을 당했다.

## 저서
- 《나의 황금의 서(書)》(1901)
- 《장미의 소원(小園)》(1911)
- 《인간늑대》(1910)
- 《뮈멜만 Mümmelmann》